# 키예프 전투 (1941년)
키예프 전투(러시아어: Битва под Киевом, 독일어: Schlacht um Kiew)는 제2차 세계 대전 중 독일군이 소련 군대에 대해서 소련령 우크라이나 키예프에서 진행했던 거대한 포위전이다. 이 전투는 역사적으로 가장 많은 군이 포위된 전투로 알려져 있다. 이 작전은 바르바로사 작전의 일부로 1941년 8월 23일부터 9월 26일까지 진행되었다. 소련 군사사에서는 이 전투를 키예프 방어전(러시아어: Киевская оборонительная операция) 또는 키예프 전략방어전(러시아어: Киевская стратегическая оборонительная операция)이라고 부르며, 날짜로 7월 7일부터 9월 26일까지 다르게 잡고 있다.
붉은 군대의 남서전선군은 약 66만명이 포위되어 있었다. 그러나, 키예프 포위는 완벽히 되지 않았고 붉은 군대의 작은 그룹들은 독일의 협공이 시작되기 전까지 일부 포위망에서 탈출했으며 원수 세묜 부됸니, 세묜 티모셴코, 정치위원 니키타 흐루쇼프 등도 탈출했다. 남서부 전선군 지휘관 미하일 키르포노스는 포위망에 갇혔고 이후 사망했다. 키예프의 재앙은 1941년 6-7월의 비아위스토크-민스크 전투보다 더한 사상자가 나오는 전례없는 패배를 당했다. 9월 1일, 남서부 전선군은 752,000 ~ 760,000명(지원군 포함 850,000명), 박격포 3,923문, 전차 114대, 전투기 167기를 잃었다.
10월 1일 최종적인 포위전이 끝났을 때에는 병사 452,700명, 포 2,642문, 전차 64대가 포위되었으며 10월 2일에는 거의 15,000명이 탈출했다. 전반적으로 남서부 전선군은 616,304명 사망, 부상, 포위 등 키예프 전투에서 총 700,544명의 사상자가 발생했다. 이 결과, 소련 야전군 5, 37, 26, 21, 38군 등 5개 야전군에서 43개 사단이 완전 파괴되었다. 40군도 전투 불가능 수준의 피해를 입었다. 이전의 서부 전선군처럼 남서부 전선군도 처음부터 군을 재편성해야만 했다. 키예프는 1943년 11월 2차 키예프 전투에서 다시 탈환한다.

## 배경
독일 중앙 집단군이 동부 전선의 중앙 지역에서 1941년 6월-7월 동안 민스크 포위를 하였고, 남부 집단군은 브로디-두브노 포위를 하는 등 초반에 거대한 포위전을 진행했다. 거의 남서부 전선군 대부분 병력은 우크라이나-루마니아 돌출부에 자리잡고 있었다. 낮은 이동성으로 인해 우만 전투에서 높은 기갑 병력 손실이 일어났지만 그럼에도 독일군의 전진에 큰 위협을 주었고 동부 전선에서 단일 병력 중 가장 높은 밀도의 병력은 우크라이나에 모여 있었다.
8월 3일, 히틀러는 일시적으로 남쪽의 우크라이나 키예프 공격을 위해 모스크바 전진을 중지했다. 그러나, 8월 12일 34 총통 지시령에서 프란츠 할더, 페도르 폰 보크, 하인츠 구데리안 등 모스크바로 바로 진격하자는 주장과 모스크바 진격을 시작하기 전 중부 집단군을 남부 집단군의 키예프 방면으로 진격시켜야 한다는 히틀러의 의견 사이에서 타협을 이루었다. 북부 집단군과 중부 집단군을 각각 지원하기 위해 재배치되었던 중부 집단군의 제2기갑집단과 제3기갑집단을 중부 집단군으로 돌린 이후 북부 집단군의 제4기갑집단과 함께 목표로 돌리고자 했다. 그리고 이 제3기갑집단은 중부 집단군 지휘 하에 모스크바로 진격했다. 처음에 육군참모총장 프란츠 할더와 중부 집단군 사령관 폰 보크는 타협에 만족했지만, 곧 현실적인 작전 계획 현실이 너무 어려워 낙관론이 수그러들게 되었다.
8월 18일, OKH가 히틀러에게 동부에서의 연속적인 작전에 대한 전략적 보고서(Denkschrift)를 발표했다. 이 보고서는 북부 집단군과 남부 집단군이 중부 집단군의 도움 없이 목표 달성이 가능하기에 모스크바로의 진격이 논리적으로 설득력있다는 내용이었다. 그러나, 모스크바로의 결정적인 작전을 시작하기까지 겨울이 오고 있어 충분한 시간이 없다는 것에 대해 지적했다.
8월 20일, 히틀러는 자신의 우선 순위에 대해 독일을 위해서 산업 지역을 먼저 점령해야 한다는 입장을 굽히지 않았다. 8월 21일 독일 국방군 최고 사령부의 알프레트 요들은 히틀러의 지시 사항을 요약한 보고서를 육군총사령관인 발터 폰 브라우히치에게 전달했다. 이 계획은 겨울이 오기 전까지 크림반도 및 돈강의 석탄 산업 지역을 점령하는 것을 강조했다. 또한, 코카서스를 점령하여 러시아의 원유 수입원을 차단하고 북쪽에서는 핀란드군과 함께 레닌그라드를 포위하기로 하였다. 또한, 다른 명령들과 함께 중앙집단군은 "러시아 5 군"을 파괴하기 위해 충분한 병력을 보충하고 동시에 중앙 전선에서 적의 반격을 격퇴하고자 하였다. 히틀러는 러시아 5 군을 통칭 소련군의 돌출부라고 불렀다. 프란츠 할더는 이에 당황하며 나중에 히틀러에게 "환상이며 받아들일 수 없다"라고 말했으며 히틀러에게 생긴 명령들의 모순을 해결하기 위한 해결책으로 이 명령이 OKH로부터 나오지 않았다고 말했다. 그러나, 히틀러의 명령은 정확하게 OKH가 생각했던 바르바로사 작전의 목표와 일치했다. 1941년 8월 게르하르드 엥겔은 이를 "독일 국방군의 검은 날"로 표현했다. 프란츠 할더는 사임했으며 발터 폰 브라우히치가 뒤를 이었다. 그러나, 브라우히치가 거부하면서 히틀러는 이 제스처를 허락하지 않았고 결국 변화는 없었다. 프란츠 할더는 사임을 철회했다.
8월 23일, 프란츠 할더는 벨라루스의 보리소프에서 폰 보크와 구데리안 장군을 소집한 이후 동프러시아의 히틀러 본부로 다시 이동했다. 할더와 브라우히치 둘 다 없는 상태에서 히틀러와 구데리안 장군이 만났을 때, 히틀러는 구데리안의 항의를 듣던 중 틀렸다며 그를 설득시킬려 했다. 히틀러는 이미 소련 서부의 북부와 남부를 확보한다는 결정을 하였으며, "이 중요성은 모스크바의 문제를 대부분 없애며" "새로운 제안은 아니지만, 사실 난 분명하고 명백한 작전을 가지고 있다"라고 말했다. 또한, 히틀러는 이 돌출부의 소련군을 포위할 수 있는 기회는 "예기치 않은 기회이며, 과거의 실패로 인해 잡지 못한 소련군들을 다시 포위시킬 수 있다"고 주장했다. 그리고, "반대로, 모스크바로의 공격은 시간적 손실이 있고 너무 늦게 수행될 경우나 기갑부대가 더 이상 기술적으로 작전을 수행하지 못할 경우에는 유효하지 않다"라고 말했다. 히틀러는 중앙집단군의 한 방면, 특히 남부 돌출부가 없어진다는 것을 강조하며 나중에 모스크바로의 진격을 재개시킬 것이라고 말했다. 결국 그는 공격은 "실패하지 말아야 한다"라고 명령했다. 구데리안의 항의에도 히틀러가 꿈쩍도 하지 않자, 구데리안은 제2기갑집단에게 돌출부 포위를 마치기 위해 남부 진격을 시작했다.
2 기갑군과 2 군의 거대한 병력은 중앙집단군에서 남부집단군으로 보내졌다. 이 작전의 목표는 세묜 부됸니의 남서부 전선군을 클라이스트의 1 기갑군과 함께 키예프에서 남동부 방향으로 포위시키는 것이였다.

## 전투

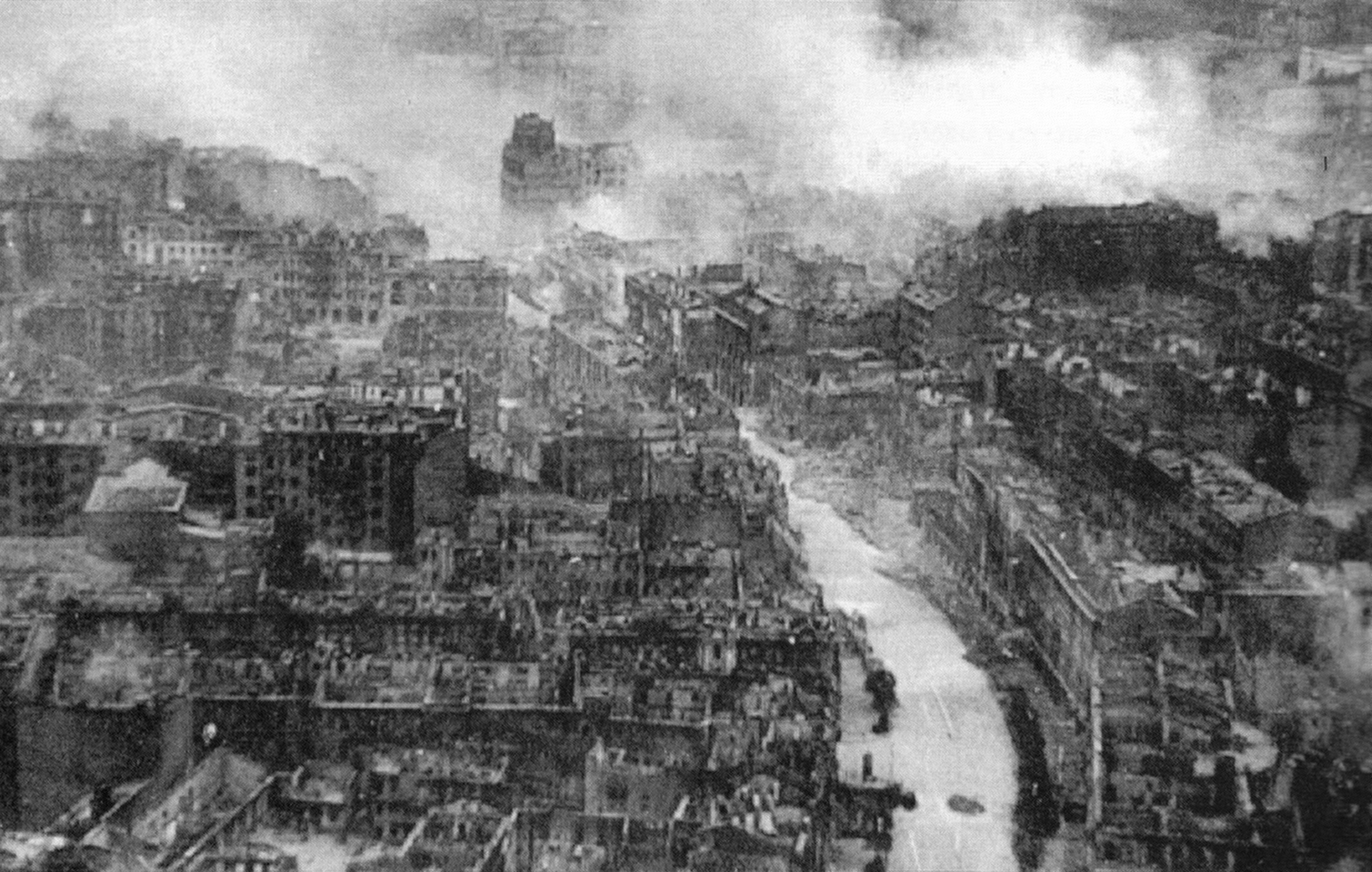
전투 이후 폐허가 된 키예프.

기갑군이 빠르게 전진하기 시작했다. 9월 12일, 클라이스트의 1 기갑군은 북부로 방향을 틀어 드네프르강을 도하하고 체르카시와 크레멘추크 사이 교두보를 확보한다. 북쪽으로 계속 진군하면서 부됸니의 남서부 전선군을 포위하기 시작한다. 9월 16일, 남쪽으로 진군하던 구데리안의 2 기갑군과 키예프에서 120마일(193km) 떨어진 로크흐비스차(Lokhvitsa) 마을에서 만난다. 부됸니는 포위되었고 이후 9월 13일 스탈린에 의해 해임된다. 후계인은 지목되지 않았고, 개별 사단 및 군단 지휘관은 자신의 소속 부대를 떠나게 되었다.
이후 완전히 포위된 소련군은 재앙적이었다. 기동군이 없었고 최고 사령관이 해임되었기 때문에 누구도 쉴 수 없었다. 독일 남부집단군의 6 군 및 17 군이 곧 도착하면서 2 군(중앙집단군에서 구데리안의 기갑군과 함께 차출된 군)과 함께 진군했다. 그들은 체계적으로 2개의 기갑군이 만든 포위망을 줄이기 시작했다. 키예프에서 포위된 소련군은 쉽게 포기하지 않았다. 소련군의 포병, 전차, 항공기들간의 격렬한 전투는 포위전 내내 계속되었다. 9월 19일에는 키예프가 함락되었지만 저항은 그치지 않았다. 10일 동안의 격렬한 전투 이후 키예프 동부의 마지막 군이 9월 26일 항복했다. 독일군은 비록 점령을 반대한 시민들이 포함된 것으로 의심되고 있지만 약 60만명의 포로를 잡았다. 히틀러는 이 전투를 역사상 가장 위대한 전투라고 말했다.

## 여파

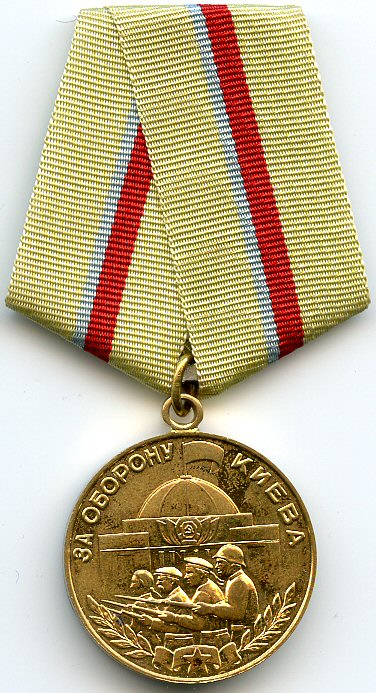
1941년 6월 21일 107,540명의 소련군 요원들이 키예프 방어전 포장을 수여받았다.

구데리안이 남부로 진격한 덕분에 독일군은 9월 동안 모스크바 방면에서 스몰렌스크 서부에서 독일군이 큰 비용이 들어가는 공격 작전을 하는 동안 키예프의 남서부-동부 방면을 파괴했고 60만명의 소련군 포로를 얻었다. 키예프로의 진군 이후, 히틀러는 10월에 모스크바 공방전을 시작했지만 12월 초에나 모스크바 앞에 진격했다. 히틀러는 태풍 작전을 독일 국방군의 끔찍한 날씨와 추운 겨울이 오기 전에 모스크바를 점령하기 위해 10월보다 9월에 시작해야 한다고 주장했다.
이 논쟁은 정밀 조사가 끝날 때까지 멈추지 않았다. 히틀러는 9월에 태풍 작전을 시작하여 중앙집단군이 소련의 방어선 깊이 침투하여 스몰렌스크 동쪽에서 독일군의 병력을 낭비하면 안 된다고 주장했다. 또한, 중앙집단군은 끊임없이 취약한 우측 측면으로의 공세를 시작했고 최고의 계산으로 가을 장마가 시작하는 10월 중순 모스크바 앞에 도착한다고 계산했다. 결국, 스탑스카는 도시의 최종 방어에 참여할 10개 군을 확보하고 모스크바에 주둔시켰으며 1941년 12월 방어를 시작하고 1942년 1월 반격을 시작한다. 이 군과 상관없이 히틀러는 태풍 작전을 시작했을 것이다. 이들이 효과적으로 모스크바 공세를 늦추고 짧게 공세를 하는 동안 작전은 실제로 발전되었으며 이렇게 했으면 독일은 이달 초 모스크바 공격이 가능했을 것이다. 또한, 만약 후자의 경우라면 이들은 소련군 60만명의 포로도 함께 병력에 포함시킬 수 있었을 것이다.

## 같이 보기
- 바비 야르 학살
- 우만 전투
- 비아위스토크-민스크 전투
- 키예프 전투 (1943년)

## 추가 자료
- (영어) 하인츠 구데리안 Panzer Leader New York Da Capo Press, 1952. (Reissue edition, 2001).
- (영어) Clark, Alan (1965), Barbarossa, William Morrow and Company
- (영어) Erickson, John (1975), The Road to Stalingrad
- (영어) Glantz, David M. & House, Jonathan (1995), When Titans Clashed: How the Red Army Stopped Hitler, Lawrence, Kansas: University Press of Kansas, ISBN 0-7006-0899-0
- (영어) Mellenthin, F.W. (1956), Panzer Battles, Konecky and Konecky
- (영어) Stahel, David (2012), Kiev 1941: Hitler's Battle for Supremacy in the East, Cambridge University Press, ISBN 978-1-107-01459-6
- (러시아어) Военный энциклопедический словарь (ВЭС), ВИ, 1984 г., 863 стр. с иллюстрациями (ил.), 30 листов (ил.).
- (러시아어) Краснознамённый Киевский. Очерки истории Краснознамённого Киевского военного округа (1919-1979). Издание второе, исправленное и дополненное. Киев, издательство политической литературы Украины, 1979.
- (러시아어) Киевщина в годы Великой Отечественной войны. К., Политиздат Украины, 1963.
- (러시아어) Родимцев А.И. Твои, Отечество, сыны. К., Политиздат Украины.
- (우크라이나어) Гриф секретности снят: Потери Вооруженных Сил СССР в войнах, боевых действиях и военных конфликтах: Стат. исслед./ Г. Ф. Кривошеев, В. М. Андроников, П. Д. Буриков. — М.: Воениздат, 1993. с. 174. ISBN 5-203-01400-0
- (독일어) Jacobson, Greiner, Schramm: Kriegstagebuch des OKW , Band I, Verlag für Wehrwesen, 1965, ASIN: B0000BKI1D, S. 1062 ff.
- (독일어) Halder übte heftige Kritik am «Umfallen» Guderians; dieser wehrt sich dagegen in: Heinz Guderian: Erinnerungen eines Soldaten , Motorbuch-Verlag, ISBN 3-87943-693-2
- (독일어) Zahlen nach KTB d. Hgr. Süd, in: Militärgeschichtliches Forschungsamt: Das deutsche Reich und der 2. Weltkrieg , Band IV, ISBN 3-421-06098-3, Deutsche Verlags-Anstalt, Stuttgart 1983, S. 516
- (독일어) ebd.; Daran beteiligt waren das Pionierbataillon 99 u. Sprengtrupps der 99. Leichten Division und 71. Infanteriedivision.
- (독일어) ebd.: S.515; KTB d. 99. Leichten Division: Bericht über Brandbekämpfung durch das Pi.Btl. 99